# Stazione meteorologica di Olbia-Venafiorita
La stazione meteorologica di Olbia Venafiorita (in sardo: Istazione meteoròlogica de Terranoa-Venaflorida) era la stazione meteorologica di riferimento per il Servizio meteorologico dell'Aeronautica Militare e per l'Organizzazione mondiale della meteorologia, relativa alla città di Olbia fino alla dismissione dell'aeroporto di Olbia-Venafiorita e all'apertura del nuovo aeroporto di Olbia-Costa Smeralda.
Dal 1969 è stata sostituita dalla stazione meteorologica di Olbia Costa Smeralda, situata in ubicazione diversa, dopo la dismissione del vecchio aeroporto e l'inaugurazione di quello nuovo.

## Caratteristiche
La stazione meteorologica si trovava nell'Italia insulare, in Sardegna, in provincia di Sassari, nel comune di Olbia, presso l'aeroporto di Olbia-Venafiorita, a 13 metri s.l.m. e alle coordinate geografiche 40°54′N 9°30′E.
Era gestita direttamente dall'Aeronautica Militare e risultava attiva fin dal 1927, anno in cui venne aperto l'aeroporto.

## Dati climatologici 1951-1980
In base alla media trentennale 1951-1980, effettivamente calcolata dal 1951 al 1969 (anno della sua definitiva dismissione), la temperatura media del mese più freddo, gennaio, si attesta a +9,2 °C; quella dei mesi più caldi, luglio e agosto, fa registrare il valore di +23,6 °C (media annua di circa +16 °C).
| Olbia-Venafiorita (1951-1980) | Mesi | Mesi | Mesi | Mesi | Mesi | Mesi | Mesi | Mesi | Mesi | Mesi | Mesi | Mesi | Stagioni | Stagioni | Stagioni | Stagioni | Anno |
| Olbia-Venafiorita (1951-1980) | Gen  | Feb  | Mar  | Apr  | Mag  | Giu  | Lug  | Ago  | Set  | Ott  | Nov  | Dic  | Inv      | Pri      | Est      | Aut      | Anno |
| ----------------------------- | ---- | ---- | ---- | ---- | ---- | ---- | ---- | ---- | ---- | ---- | ---- | ---- | -------- | -------- | -------- | -------- | ---- |
| T. max. media (°C)            | 13,2 | 13,8 | 15,4 | 17,8 | 21,4 | 25,3 | 28,6 | 28,4 | 25,8 | 21,5 | 17,5 | 14,7 | 13,9     | 18,2     | 27,4     | 21,6     | 20,3 |
| T. min. media (°C)            | 5,2  | 5,6  | 7,1  | 9,0  | 12,3 | 16,1 | 18,6 | 18,8 | 16,7 | 13,0 | 9,5  | 7,0  | 5,9      | 9,5      | 17,8     | 13,1     | 11,6 |